# Lukachukai
Lukachukai (in navajo: Lókʼaaʼchʼégai) è un census-designated place (CDP) degli Stati Uniti d'America della contea di Apache nello Stato dell'Arizona. La popolazione era di 1 701 abitanti al censimento del 2010. Lukachukai è un termine navajo che significa "un campo di canne bianche".

## Geografia fisica
Lukachukai è situata a 36°25′07″N 109°14′11″W (36.418478, -109.236487).
Secondo lo United States Census Bureau, ha un'area totale di 22,02 mi² (57,03 km²).

## Società

### Evoluzione demografica
Secondo il censimento del 2010, la popolazione era di 1 701 abitanti.

### Etnie e minoranze straniere
Secondo il censimento del 2010, la composizione etnica del CDP era formata dallo 0,41% di bianchi, il 98,77% di nativi americani, lo 0% di asiatici, lo 0% di altre razze, e lo 0,82% di due o più etnie. Ispanici o latinos di qualunque razza erano l'1,88% della popolazione.